# Hyundai Motor Company
Hyundai Motor Company (на корейски: 현대자동차 주식회사Хангъл, 現代自動車 株式會社Ханча, Хьондеи Джадонгча, чуй) е южнокорейски производител на автомобили със седалище в Сеул, Южна Корея. Hyundai Motor Company е основана през 1967 г. Към 2021 г. компанията притежава 33,88% от Kia Corporation, и също така напълно притежава още две марки – дъщерното си дружество за луксозни автомобили Genesis Motor и подбранда на електрически превозни средства, loniq. Тези три марки като цяло съставляват Hyundai Motor Group.
Hyundai управлява най-голямото в света интегрирано съоръжение за производство на автомобили в Улсан, Южна Корея, което има годишен производствен капацитет от 1,6 милиона бройки. В компанията работят около 75 000 души по целия свят. Автомобилите на Hyundai се продават в 193 страни чрез 5000 представителства и шоуруми. Към 2022 г. Hyundai е третият по големина производител на автомобили в света по отношение на производството, като изостава само от Toyota и Volkswagen.

## История
Чунг Джу-Юнг основава Hyundai Engineering and Construction Company през 1947 г. По-късно е прекръстена на Hyundai Motor Company, а първият модел на компанията, Cortina, е пуснат в сътрудничество с Ford Motor Company през 1968 г. Когато Hyundai решава да разработи своя собствена кола, те наемат Джордж Търнбул през февруари 1974 г., бивш управляващ директор на Austin Morris в British Leyland. Той на свой ред наема още петима топ британски автомобилни инженери. Това са дизайнерите на каросерията: Кенет Барнет, инженерите Джон Симпсън и Едуард Чапман, Джон Кростуейт, преди от BRM, като инженер на шасито и Питър Слейтър като главен инженер по разработката. През 1975 г. излиза Pony, първата южнокорейска кола, със стил на Джорджо Джуджаро от ItalDesign и технология за задвижване, предоставена от японската Mitsubishi Motors. Износът започва през следващата година за Еквадор и скоро след това за страните от Бенелюкс. Hyundai навлиза на британския пазар през 1982 г., като продава 2993 автомобила през първата си година там.
През 1984 г. Hyundai започва да изнася Pony за Канада, но не и за САЩ, тъй като Pony не отговаря на стандартите за емисии там. Продажбите в Канада значително надминават очакванията и в един момент е най-продаваният автомобил на канадския пазар. През 1985 г. е построен милионният автомобил Hyundai. До представянето на по-големия Hyundai Grandeur през 1986 г., Hyundai предлага местно сглобен Ford Granada за южнокорейския изпълнителен пазар. Вносът на тези коли е разрешен, стига Hyundai да изнася пет автомобила за всяка доставена Granada (същите изисквания са поставени към KIA).
През 1986 г. Hyundai започва да продава автомобили в Съединените щати и моделът Excel е номиниран за „Най-добър продукт №10“ от списание Fortune, до голяма степен поради достъпността си. Компанията започва да произвежда модели със собствена технология през 1988 г., започвайки със средната по размер Sonata. През пролетта на 1990 г. общото производство на автомобили Hyundai достигна границата от четири милиона. През 1991 г. компанията успява да разработи първия си патентован бензинов двигател, четирицилиндровия Alpha, както и собствената си трансмисия, като по този начин проправя пътя за технологична независимост.
През 1996 г. е създадена Hyundai Motor India Ltd. с производствен завод в Ирунгатукотаи близо до Ченай, Индия.
През 1998 г. Hyundai започва да променя имиджа си в опит да се утвърди като марка от световна класа. Чунг Джу Юнг прехвърля ръководството на Hyundai на сина си Чунг Монг Ку през 1999 г. Компанията майка на Hyundai, холдингът Hyundai Motor Group, инвестира сериозно в качеството, дизайна, производството и дългосрочните изследвания на своите превозни средства. Той добавя 10 години или 160 000 km гаранция за автомобили, продавани в САЩ, и стартира агресивна маркетингова кампания.
През 2004 г. Hyundai е класиран на второ място по „първоначално качество“ в проучване на JD Power and Associates в Северна Америка. Hyundai към 2021 г. е една от 100-те най-ценни марки в света според Interbrand. От 2002 г. Hyundai е също един от световните официални спонсори на Световното първенство по футбол.
През 2006 г. правителството на Южна Корея започва разследване на практиките на Чунг Монг Ку като ръководител на Hyundai, като го подозира в корупция. На 28 април 2006 г. Чунг е арестуван и обвинен в присвояване на 100 млрд. южнокорейски вона (106 млн. щ.д.). В резултат на това заместник-председателят и главен изпълнителен директор на Hyundai Ким Донг-Джин го заменя като ръководител на компанията.
На 30 септември 2011 г. Yang Seung Suk обявява пенсионирането си като главен изпълнителен директор на Hyundai Motor Co. В междинния период на смяна Чунг Монг Ку и Kim Eok-jo си поделят задълженията на позицията на главен изпълнителен директор.
През 2014 г. Hyundai стартира инициатива, която се съсредоточава върху подобряването на динамиката на своите превозни средства и наема Алберт Бирман, бивш вицепрезидент по инженерство в BMW M, да ръководи разработването на шасита за превозните средства Hyundai; заявявайки, че „Компанията възнамерява да стане технически лидер в шофирането и управлението, като произвежда превозни средства, които водят в съответните си сегменти за ангажиране на водача“.
На 14 октомври 2020 г. Euisun Chung е назначен за нов председател на Hyundai Motor Group. Баща му, Чунг Монг-Ку, е назначен за почетен председател.
През април 2021 г. компанията заявява, че печалбите ѝ са се увеличили със 187%, което е най-високото увеличение от четири години. Компанията регистрира печалба от 1,16 млрд. щ.д. от началото на 2021 г. до март с.г.

### Изследвания и разработки
Hyundai има шест изследователски и развойни центъра, разположени в Южна Корея (три офиса), Германия, Япония и Индия. Освен това център в Калифорния разработва проекти за Съединените щати.
Hyundai създава дизайнерския център във Фаунтън Вали, Калифорния през 1990 г. Центърът с премества в ново съоръжение на стойност 30 млн. щ.д. в Ървайн, Калифорния, през 2003 г. е преименуван на Hyundai Kia Motors Design and Technical Center. В съоръжението се помещава и Hyundai America Technical Center, Inc, дъщерно дружество, отговорно за всички инженерни дейности в САЩ за Hyundai. Техническият център на Hyundai Америка се премества през 2005 г. в новата си централа в Superior Township, Мичиган (близо до Ан Арбър), заемаща площ от 19 000 m² и струваща 117 млн. щ.д.
През 2004 г. Техническият център на Hyundai America завършва изграждането на своя изпитвателен полигон Hyundai/Kia в Калифорния Сити, Калифорния. Заемащото 17 km² съоръжение се намира в пустинята Мохаве и разполага с дълга 10,3 km овална писта, зона за динамика на превозните средства, курс за управление на превозни средства вътре в овалната писта, павиран хълм и няколко специални наземни пътя. В комплекса се намират също офиси и закрити тестови зони на площ 2800 m². Съоръжението е построено на цена от 50 млн. щ.д.